# Maggie Lucas
Margaret Taylor Lucas, detta Maggie (Filadelfia, 29 novembre 1991), è un'ex cestista e allenatrice di pallacanestro statunitense, professionista nella WNBA.

## Carriera
È stata selezionata dalle Phoenix Mercury al secondo giro del Draft WNBA 2014 (21ª scelta assoluta).